# Longitarsus jailensis
Longitarsus jailensis es un coleóptero de la familia Chrysomelidae. Fue descrita científicamente en 1913 por Heikertinger.